# Gauntlet IV
Gauntlet IV (ガントレット?, Gauntlet) è un videogioco d'azione del 1993 pubblicato da Tengen per Sega Mega Drive. Remake di Gauntlet, il progetto era iniziato come una conversione del videogioco arcade per Sharp X68000.

## Modalità di gioco
Gauntlet IV include una modalità arcade simile al titolo originale a cui si aggiungono due modalità che permettono anche di giocare in multigiocatore in quattro tramite multitap.